# Тукључани
Тукључани су насељено мјесто у општини Козарска Дубица, Република Српска, БиХ. Према попису становништва из 1991. у насељу је живјело 185 становника. А према последњем попису из 2013. живи 92 становника.

## Географија
Село тукључани се налази у општини Козарска Дубица, У Босни и Херцеговини у ентитету Република Српска, и припада мјесној заједници Комленац.Село је удаљено од ријеке Уне око 5 km.

### Путна комуникација
Путна комуникација кроз село је јако лоша. У селу нема асфалтираних површина. Од самог града је удаљено око 9 km. До магистралног пута Козарска Дубица костајница Тукључани су удаљени 4 km.

### Околна мјеста
У близини села се налазе двије православне цркве на око 2 km налази се црква у селу Брекиња(Храм Успења пресвете Богородице) те на око 3,5 km у селу Побрђани (Храм Светог Василија Острошког).
Села која окружују Тукључане су: Јохова, Челебинци, Јасење, Мразовци, Суваја, Брекиња,Побрђани и Комленац.
Село је израидо брдовито и богато је изворима питке воде те бројним потоцима и рјечицом која се зове Туклешница.

## Историја

#### Прво насељавање
Сматра се, по историјским записима, да је насељено у XVIII вијеку са подручја Мањаче. Становишто је било расподјељено по презименима свако презиме било је као племе, презимена која су заступљена су: Пузигаћа, Кос, Кондић,Новаковић, Пралица, Рауш и Марјановић.

#### Учешће у ратовима
Становништво је учествовало у свим ратовива а највише је страдало у Другом свјетском рату у партизанским редовима и као цивилно становништво у логорима, а највише у логору Јасеновац.

## Становништво
Према попису становништва из 1991. године, мјесто је имало 185 становника. А према последњем попису из 2013. године у селу живи 92 становника у 35 домаћинстава. Становништво је 100% српско. Становништво је изразито руралног типа.
| ГОДИНА | БРОЈ СТАНОВИКА |
| ------ | -------------- |
| 1948   | 327            |
| 1953   | 300            |
| 1961   | 322            |
| 1971   | 317            |
| 1981   | 261            |
| 1991   | 185            |
| 2013   | 92             |

## Биљни свијет
Пошто је ово брдски терен овде успјевају разни типови дрвећа биљака и љековитих биљака. Најчешће се гаје житарице и воће.

## Животињски свијет

#### Дивље животиње
Лисица, дивља свиња, срна, јазавац, зец вјеверица и моге друге живе на подручју села а лисице су једне од најбројнијих које задњих година наносе озбиљну штету становништву.

##### Домаће животиње
У селу се највише гаје овце, краве, свиње и живина, као што су кококшке, ћурке и многе друге.

##### Птице
За овај регион карактеристичан је велики број врста птица а најбројније су :јастреб, гавран, врабац, сјеница, а сваке године гости су и ласта, Сова, Кос и многе друге врсте.